# Lakaträsket
För andra betydelser, se Lakaträsket (olika betydelser).
Lakaträsket är en sjö i Bodens kommun i Norrbotten som ingår i Luleälvens huvudavrinningsområde. Sjön har en area på 5,49 kvadratkilometer och ligger 155,9 meter över havet. Sjön avvattnas av vattendraget Flarkån.
Sjön är den första av ett pärlband av sjöar i Flarkån som är ett biflöde till Luleälven.

## Delavrinningsområde
Lakaträsket ingår i delavrinningsområde (735870-173938) som SMHI kallar för Utloppet av Lakaträsket. Medelhöjden är 191 meter över havet och ytan är 26,58 kvadratkilometer. Räknas de 39 avrinningsområdena uppströms in blir den ackumulerade arean 349,28 kvadratkilometer. Flarkån som avvattnar avrinningsområdet har biflödesordning 2, vilket innebär att vattnet flödar genom totalt 2 vattendrag innan det når havet efter 112 kilometer. Avrinningsområdet består mestadels av skog (61 procent). Avrinningsområdet har 5,53 kvadratkilometer vattenytor vilket ger det en sjöprocent på 20,8 procent.